# غاري أوين (ممثل أمريكي)
غاري أوين (بالإنجليزية: Gary Owen)‏ هو مؤلف وممثل أمريكي، ولد في 26 يوليو 1974 في سينسيناتي في الولايات المتحدة.

## أعمال

### أفلام
- (2015) كن صلبا[4]

## وصلات خارجية
- الموقع الرسمي
- غاري أوين على موقع IMDb (الإنجليزية)
- غاري أوين على موقع ألو سيني (الفرنسية)
- غاري أوين على موقع ميوزك برينز (الإنجليزية)
- غاري أوين على موقع أول موفي (الإنجليزية)
- غاري أوين على موقع أول موفي (الإنجليزية)
- غاري أوين على موقع قاعدة بيانات الفيلم (الإنجليزية)
- غاري أوين على موقع كينوبويسك (الروسية)